# Rochedo Folger

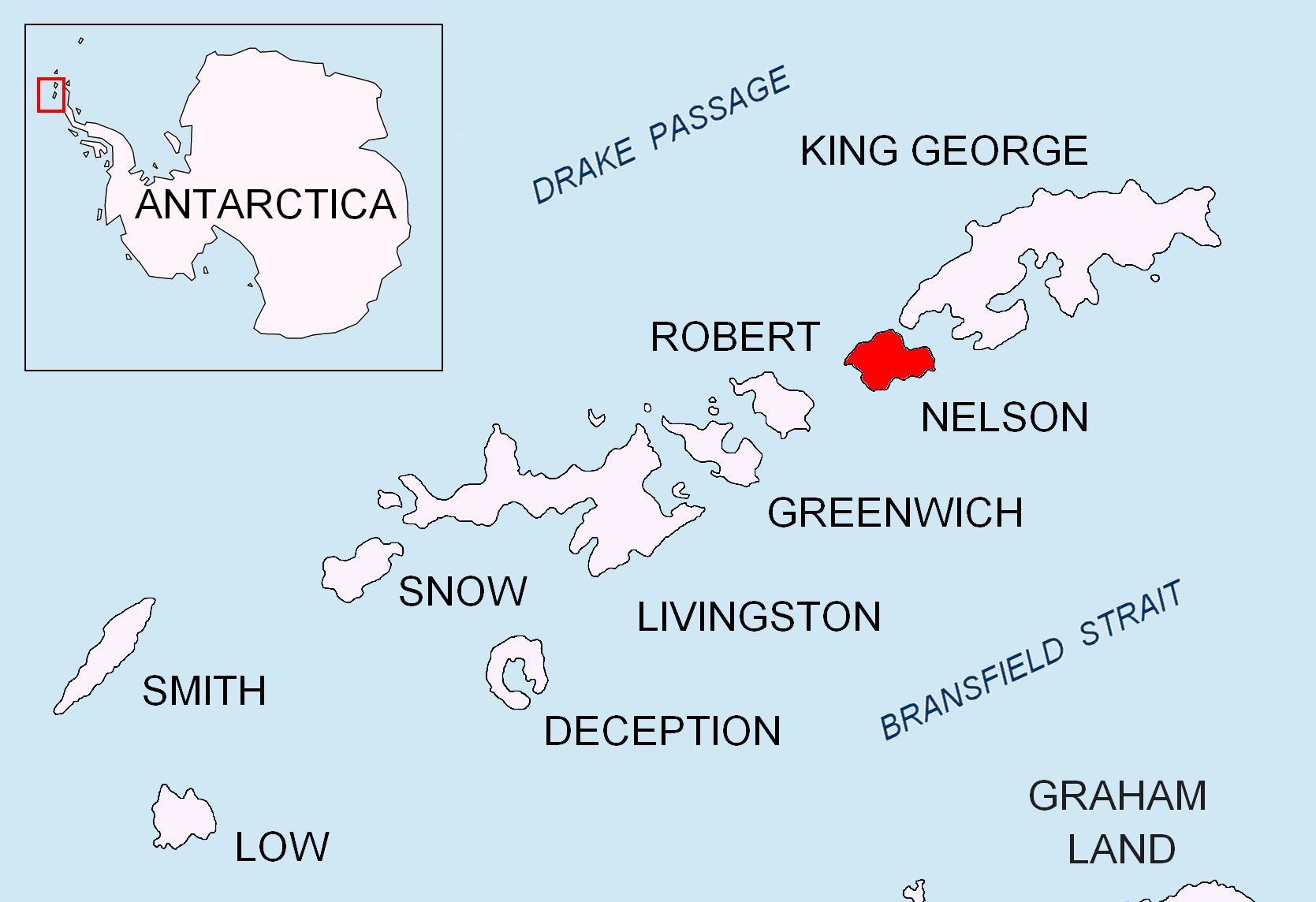
Localização da Ilha Nelson nas Ilhas Shetland do Sul.

O Rochedo Folger (62° 16′ S, 59° 15′ O) é um rochedo situado a 2,5 milhas náuticas (4,6 km) ao norte do Cabo Harmonia, Ilha Nelson, nas Ilhas Shetland do Sul. Batizado pelo Comitê de Nomes de Lugar Antárticos do Reino Unido (UK-APC) em 1961, recebeu o nome do Tristan Folger, mestre do navio caçador de focas americano "William and Nancy" de Nantucket, que visitou as Ilhas Shetland do Sul em 1820-21, operando próximo da Enseada Harmonia.